# Międzynarodowa Olimpiada Fizyczna
Międzynarodowa Olimpiada Fizyczna (ang. International Physics Olympiad, IPhO) – coroczny konkurs z fizyki dla uczniów szkół średnich.

## Zasady
Edycje konkursu odbywają się podczas wakacji. Każdy z krajów uczestniczących w międzynarodowej olimpiadzie fizycznej może wysłać do pięciu uczestników i do dwóch opiekunów grupy.
Uczniowie zdobywają punkty w dwóch częściach: teoretycznej (polegającej na rozwiązaniu zadań) oraz doświadczalnej (polegającej na pomiarze, wspartym obliczeniami). Każda z tych części jest organizowana w oddzielnym dniu. Zadania są tłumaczone przez opiekunów na ojczysty język uczestników, by bariera językowa nie stanowiła istoty trudności konkursu.
Zawody mają charakter indywidualny – nie ma oficjalnych statystyk grupowych. Uczestnik, w zależności od zdobytych punktów, może otrzymać medal: złoty, srebrny lub brązowy, albo zaszczytną wzmiankę. Warto podkreślić, że medale na Międzynarodowej Olimpiadzie Fizycznej nie są pojedyncze – dostaje je grupa osób z danego przedziału punktowego. Niektórzy organizatorzy przewidują dodatkowe nagrody.

## Historia
Pierwsza Międzynarodowa Olimpiada Fizyczna odbyła się w Warszawie w 1967 roku. Jej pomysłodawcą i organizatorem był fizyk, dr Czesław Ścisłowski. Konkurs był wzorowany na polskiej Olimpiadzie Fizycznej oraz organizowanej od 1957 roku International Mathematics Olympiads (Międzynarodowej Olimpiady Matematycznej). W pierwszej edycji wzięły w niej udział tylko państwa z Europy Środkowej: Czechosłowacja, Bułgaria, Polska, Węgry i Rumunia. Z czasem rozszerzyła swój zasięg obejmując zasięgiem 80 krajów z całego świata.
Polska organizowała zawody w 1967, 1974 i 1989 roku.

## Prezydenci
- W latach 1984–2007 funkcję sekretarza międzynarodowej olimpiady fizycznej (przemianowaną później na prezesa) pełnił Waldemar Gorzkowski[2].
- Prof. Maija Ahtee (2007-2008)[2]
- Prof. Hans Jordens (2008-2018)[2]
- Prof. Rajdeep Singh Rawat (2018- )[6]